# 楊調元
楊調元（1855年—1911年），字孝羹，号龢父（一作和甫），又号仲和，贵州贵筑人。清朝官员，书法家。

## 生平
光緒三年（1877年）進士，授户部主事。因丁父忧而归家，服除后，以母老而不任官。母亲去世，他再到北京，改任知县，选陕西紫阳县。后因缉捕有名，迁长安县，权华阴县。调华州后，因狱事和上官不合，遂解任。后来复补咸阳县，擢华州，署富平县、渭南县等县。
宣统三年（1911年）正月，杨调元署渭南县。辛亥革命爆发，旧历九月朔，陕西变乱频发，省内各地守令多逃跑，杨调元坚守渭南。临潼武生张士原声称受军政府命，攻打渭南县。杨调元登上城墙对张士原说：“吏所职，保民耳。无如所犯，则释兵入见。必怙威图一逞，则视力所极，当与决生死。”张士原遂不带兵将进入县衙，议贷饷事，言语攻击杨调元。杨调元遂投井死。当地民众得知杨调元已死，遂杀张士原，并杀死陕西都督所派的副统领及同党数十人。

## 成就
“调元通古学，工诗文，有训纂堂集、说文解字均谱等书。所作篆书，人尤宝之。”

## 家庭
- 子：楊通

## 延伸阅读
[在维基数据编辑]
 《清史稿·卷496》，出自趙爾巽《清史稿》